# Constanza Ossorio
Constanza Ossorio (Sevilla, 1564-1637) fue una poetisa española.

## Biografía
A los ocho años entró en el convento de Dueñas de aquella ciudad. Diez años de permanencia en el claustro hicieron de ella una música eminente, hasta el punto de que su dominio, tanto en el órgano como en el canto, le valieron ser nombrada maestra de capilla, cargo que desempeñó por espacio de más de cuarenta años. En breve tiempo y sin maestro alguno, aprendió a la perfección la lengua latina y cuando, por orden de su profesor Fernando de Mata, comentó tres capítulos del profeta Isaías, mostró agudeza y claro entendimiento.
El Opúsculo de san Bernardo, que comienza Ad quid venisti ad Religionem?, le inspiró su obra titulada Huerto del celestial esposo, que se imprimió después de su muerte en Sevilla (1686). También es de su pluma la Exposición a la profecía de Jonás y un manuscrito de 558 hojas titulado Exposición de los Psalmos, fechado el 21 de noviembre de 1622 y en el que después de unas Reflexiones acerca de las copias antiguas y de la presente, firmadas por la abadesa doña Gertrudis María de Castilla, con fecha 17 de abril, se incluyen otros trabajos de la misma índole mística.
En 1626 fue elegida abadesa de su convento, cargo que desempeñó con prudencia y discreción sumas. "La ingenuidad de su inspiración religiosa (dice Méndez Bejarano en su Historia literaria) se moldea sin esfuerzo en versos de sabor clásico y en liras que no desdeñaría el salmista.
Cuando acabó su prelacía, su salud empeoró. Murió el 3 de octubre de 1637, a la edad de setenta y dos años y tras dedicar sesenta y cinco a la vida religiosa.

## Enlaces
- Proyecto BIESES (Bibliografía de Escritoras Españolas)
- BNE (Biblioteca Nacional Española)
- Huerto del celestial esposo en Google Libros (texto completo)